# Corky Miller
Pour les articles homonymes, voir Miller.
Abraham Philip Miller, surnommé Corky et né le 18 mars 1976 à Yucaipa, Californie, États-Unis, est un joueur de baseball évoluant à la position de receveur dans les Ligues majeures de 2001 à 2013. 

## Carrière
Corky Miller signe comme agent libre avec les Reds de Cincinnati en 1998. Il joue son tout premier match dans les majeures avec eux le 4 septembre 2001. Il réussit son premier coup sûr en carrière à Pittsburgh le 7 septembre face au lanceur des Pirates, Tony McKnight. Le 28 septembre, il frappe son premier circuit dans les majeures, aux dépens de Mike Thurman des Expos de Montréal. Le 3 octobre au Wrigley Field de Chicago, il connaît un match de deux coups de circuit contre les Cubs.
Miller est utilisé comme receveur réserviste par les équipes dont il porte les couleurs. Il n'a jamais disputé plus de 39 parties dans une même saison et a fait de fréquents séjours dans les ligues mineures depuis ses premiers matchs joués dans les majeures.
Il joue pour les Reds de Cincinnati de 2001 à 2004. Par la suite, il s'aligne pour les Twins du Minnesota (2005), les Red Sox de Boston (2006), les Braves d'Atlanta (2007 et 2008) et les White Sox de Chicago (2009). Le 29 juin 2009, les White Sox l'échangent à Cincinnati en retour de Norris Hopper, un voltigeur. Miller conclut la saison avec son ancienne équipe, les Reds, et termine l'année avec 15 points produits, ce qui égale son plus haut total en une seule saison, établi en 2002. Aligné dans 32 matchs des Reds en 2010, il frappe pour ,243 avec 2 circuits.
Il ne joue qu'en ligues mineures avec les Bats de Louisville de la Ligue internationale, le club-école des Reds, en 2011 et 2012.
En 2013, il frappe pour 257 en 17 matchs des Reds, avec 8 points produits. Le 26 juillet 2013, le joueur de 36 ans est le receveur le plus âgé à amorcer une rencontre des Reds de Cincinnati depuis Bob Scheffing (38 ans) en 1951.